# Razão de ramificação
Na física subatômica e na física nuclear, a razão de ramificação designa a probabilidade de uma partícula subatômica ou nuclídeo decair por um determinado processo entre todos os possíveis processos de decaimento que ela pode decair. A soma das razões de ramificação de todos os modos de decaimento é, portanto, por definição, igual a 1 (ou seja, 100%). 
Por exemplo, o potássio 40 (K40) decai em cálcio 40 (Ca40) por decaimento β, e em argônio 40 (Ar40) por captura eletrônica (ε) com respectivas razões de ramificação de 0,882 (88,2%) e 0,118 (11,8%).